# Visita conyugal
Una visita conyugal es un periodo planificado en el que a un prisionero se le permite compartir varias horas o un día con una persona que lo visita, generalmente su cónyuge o consorte. Los involucrados pueden participar en actividad sexual. La base generalmente reconocida para permitir dichas visitas en tiempos modernos es para preservar los vínculos familiares y aumentar las probabilidades de regreso a una vida normal del recluso después de su liberación. También proporcionan un incentivo a los reclusos a cumplir con varias reglas y regulaciones diarias de la prisión.
Las visitas conyugales suelen tener lugar en habitaciones designadas o una estructura ofrecida para ese propósito. Ocasionalmente se ponen a disposición del reo y su consorte suministros como jabón, preservativos, lubricante, sábanas o toallas.